# Odochilus haroldi
Odochilus haroldi är en skalbaggsart som beskrevs av Rakovic 1987. Odochilus haroldi ingår i släktet Odochilus och familjen Aphodiidae. Inga underarter finns listade i Catalogue of Life.